# Frederik Carstensen
Frederik Carstensen (født 9. april 2002) er en dansk professionel fodboldspiller, der spiller som kantspiller for den norske Eliteserie-klub Sarpsborg 08 FF.

## Klubkarriere

### Silkeborg IF
Carstensen kom til Silkeborg IF som 12-årig fra Virklund Boldklub. I november 2019 underskrev Carstensen en treårig kontraktforlængelse med Silkeborg. I juli 2020 underskrev han en ny kontrakt igen, denne gang indtil juni 2024.
Carstensen fik sin debut i Superligaen den 31. oktober 2021 mod SønderjyskE. Den 30. august 2022 blev Carstensen udlejet til 1. divisionsholdet FC Fredericia indtil udgangen af sæsonen 2022-23. I slutningen af august 2023 vendte Carstensen tilbage til FC Fredericia.

### Sarpsborg 08
Den 23. juli 2024 bekræftede den norske Eliteserie-klub Sarpsborg 08 FF, at de havde købt Carstensen fra Silkeborg og underskrevet en kontrakt indtil udgangen af 2028.

## Personligt liv
Frederik Carstensens storebror, Rasmus Carstensen, er også professionel fodboldspiller.

## Eksterne links
- Frederik Carstensen profil på Soccerway

- Frederik Carstensen i DBU's Landsholdsdatabase